# Oropedio Lasithiou
Oropedio Lasithiou (in greco Οροπέδιο Λασιθίου?) è un comune della Grecia situato nell'isola di Creta (unità periferica di Lasithi) con 3 067 abitanti secondo i dati del censimento 2001.

## Geografia fisica

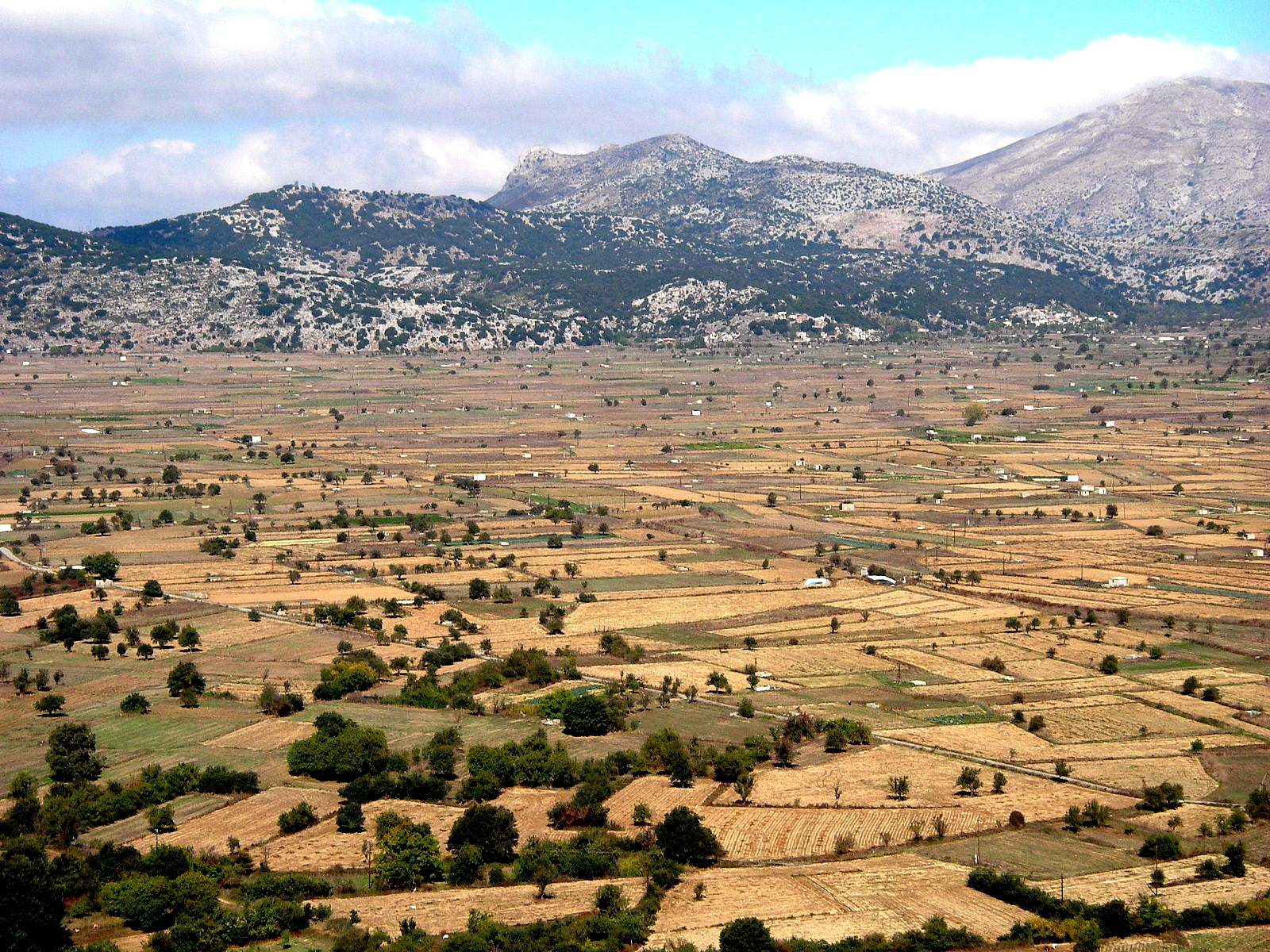
L'altopiano di Lasithi

Il territorio comunale comprende il vasto altopiano di Lasithi, che si estende per circa 25 km² e raggiunge un'altitudine media di 840 metri.  Sul vasto plateau, una conca originariamente paludosa, si affacciano il monte Selena (1.599 m), il monte Spathi (2248 m) e le vette dei Dikti.

Tali peculiarità lo rendono abitabile anche nella stagione invernale, caratterizzata da abbondanti precipitazioni nevose e da temperature rigide che consentono alla neve di conservarsi fino a primavera inoltrata.

## Storia
Il territorio dell'altopiano, la cui fertilità è dovuta ai depositi lasciati dallo scioglimento delle nevi, è abitato fin dal Neolitico (circa 6000 a.C.): lo attestano i ritrovamenti rinvenuti nella grotta di Trapeza.

In seguito sul plateau si stanziarono i cretesi, che consacrarono le grotte del monte Dikti (gr. Diktéo Andro)  e i Dori, che invasero l'isola verso il 1100 a.C. In quell'occasione i cretesi, rifiutando di farsi sottomettere, si rifugiarono sull'altopiano di Lasithi, come dimostrano le scoperte fatte a Karfi, a nord di Lagou.

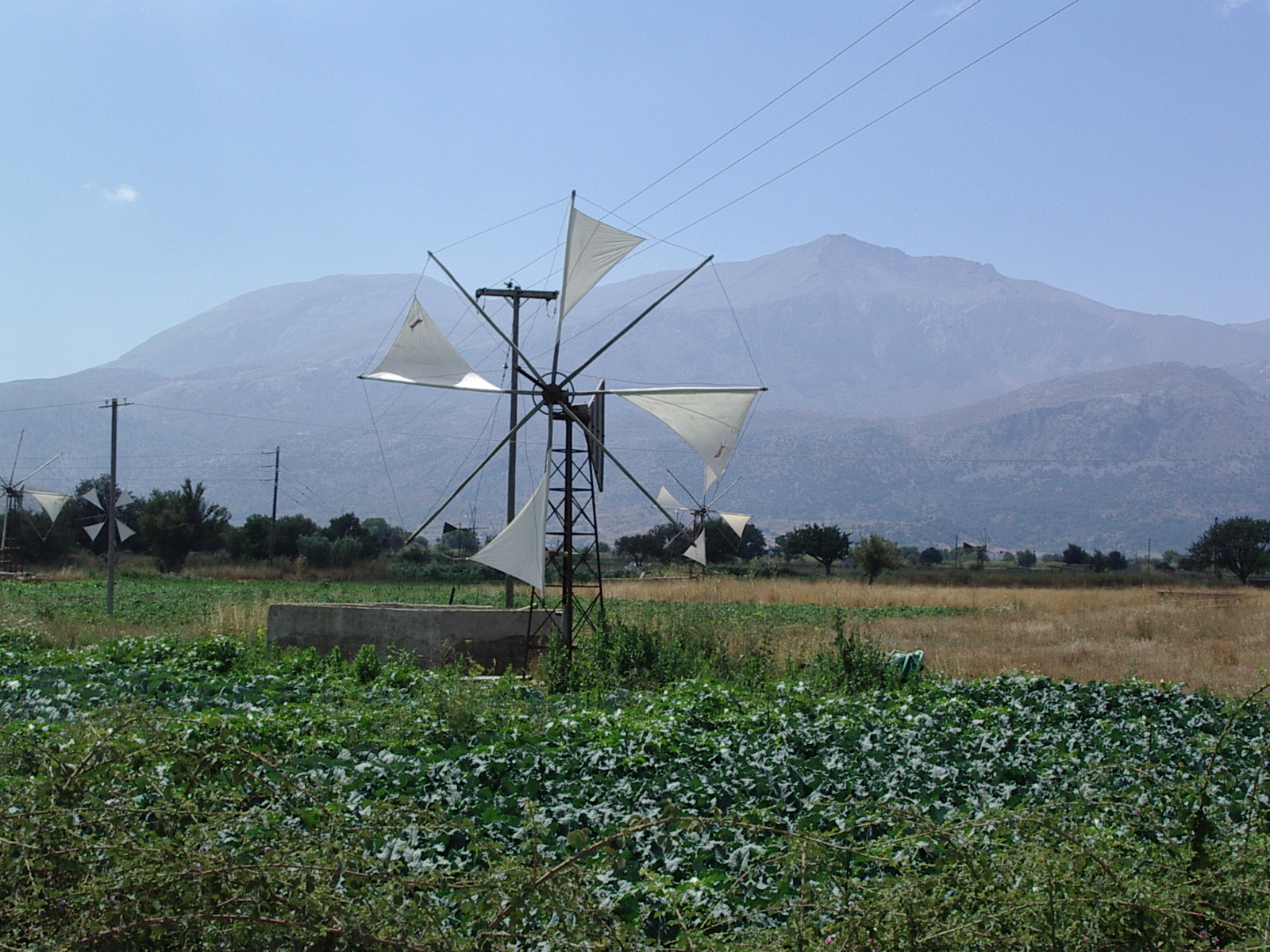
Mulini a vento tipici dell'altopiano di Lasithi

In seguito il plateau continuò a ricoprire il suo ruolo di protezione, come quando, nel 1293, i veneziani si imposero come nuovi dominatori dell'isola: a causa di frequenti ribellioni e tenaci resistenze, i villaggi vennero devastati, la coltivazione fu proibita e gli indigeni vennero deportati. Abbandonato con la forza, l'altopiano si tramutò in una conca paludosa, percorsa da un corso d'acqua che necessita di argini possenti per evitare l'esondazione.

All'inizio del Cinquecento, a fronte di una penuria alimentare, i dominatori veneziani permisero ai rifugiati, provenienti dal Peloponneso orientale di trasferirsi sull'altopiano e di coltivarne la terra. Per incrementare la produttività agricola, i veneziani ordinarono la costruzione di un sistema di canali di drenaggio (linies, in greco λίνιες), e di mulini a vento per l'irrigazione e per la macinazione del grano. I canali, ancora oggi in uso, trasferiscono l'acqua che sgorga a Honos (gr. Χώνος), una dolina situata presso il confine orientale del plateau.
Durante l'occupazione Turca, gli abitanti dell'altopiano resero la vita dura agli ottomani, anche se furono repressi severamente. La grande sollevazione del 1866-1869 si concluse con una pesante sconfitta per gli insorti, tanto più pesante se si pensa che uno dei comandanti delle truppe Ismaïl Férik Pacha era originario del villaggio di Psykro, sul plateau. Arruolato nel 1823, questo giovane cristiano divenne militare di alto rango in Egitto e morì poco dopo la repressione di Lasithi, probabilmente suicidandosi.

## Luoghi d'interesse

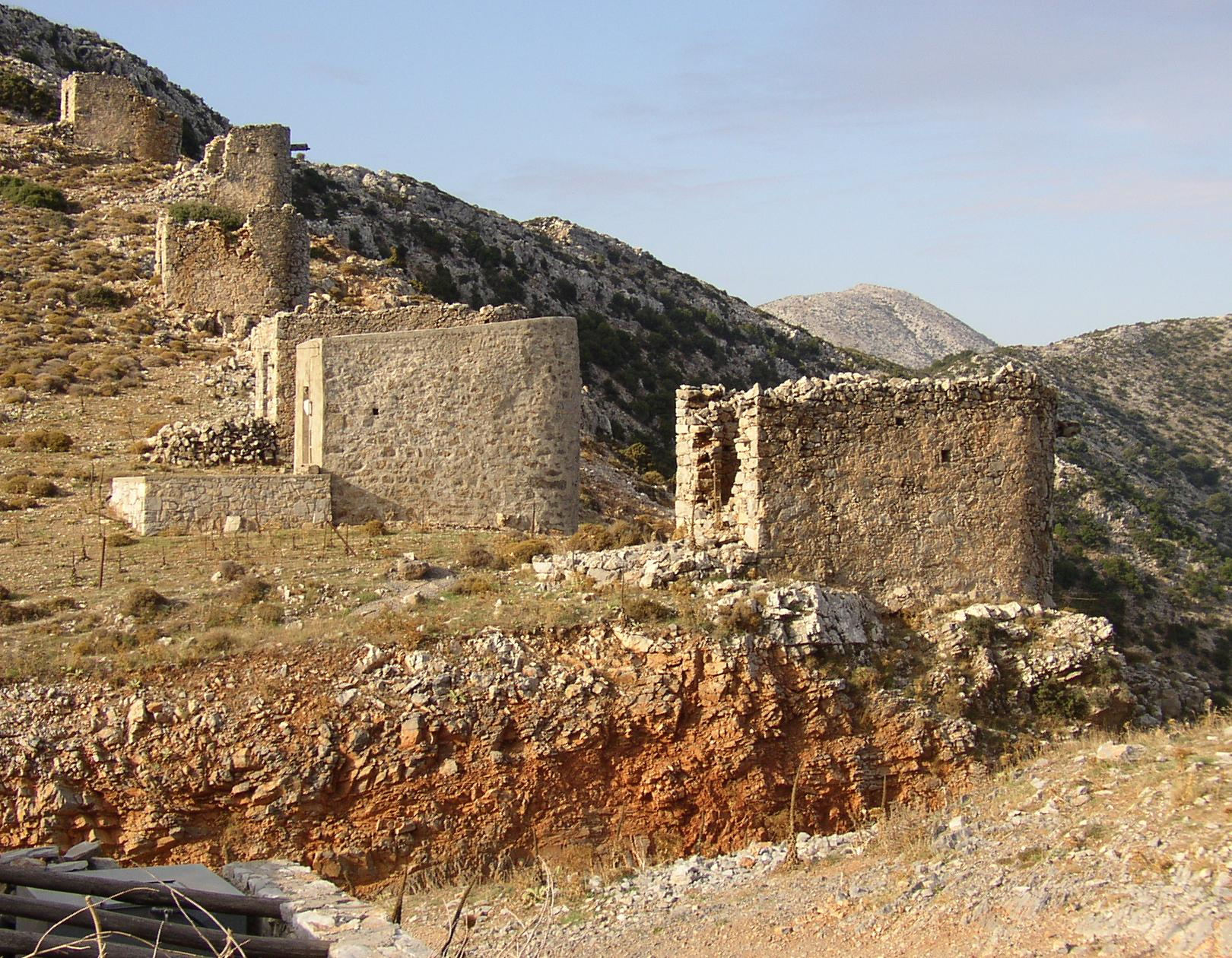
Rovine di antichi mulini sulla Sella di Ampelos (891 m)

L'altopiano di Lasithi è noto per i suoi mulini dalle lame bianche, che furono utilizzati per decenni per irrigare la terra. Nonostante il loro notevole numero (furono oltre 10.000 in passato), molti di essi sono stati dismessi in favore di più efficienti pompe elettriche e Diesel.
Inoltre sono presenti diverse grotte di interesse archeologico nella campagna circostante. Tra queste la più nota è il Diktaion Andron (gr. Δικταίον Άντρον), situata nei dintorni di Psychro (gr. Ψυχρό), che, secondo la mitologia greca, è il luogo di nascita di Zeus, nonché il suo nascondiglio dopo il ratto di Europa.

A sud dell'altopiano di Lasithi, vicino ad Avrakontes, si trova il plateau di Limnakaro (gr. Λιμνάκαρο), che si sviluppa a un'altitudine media di circa 1250 metri e si estende per 1 km in direzione nord-sud e per 600 m in direzione est-ovest.

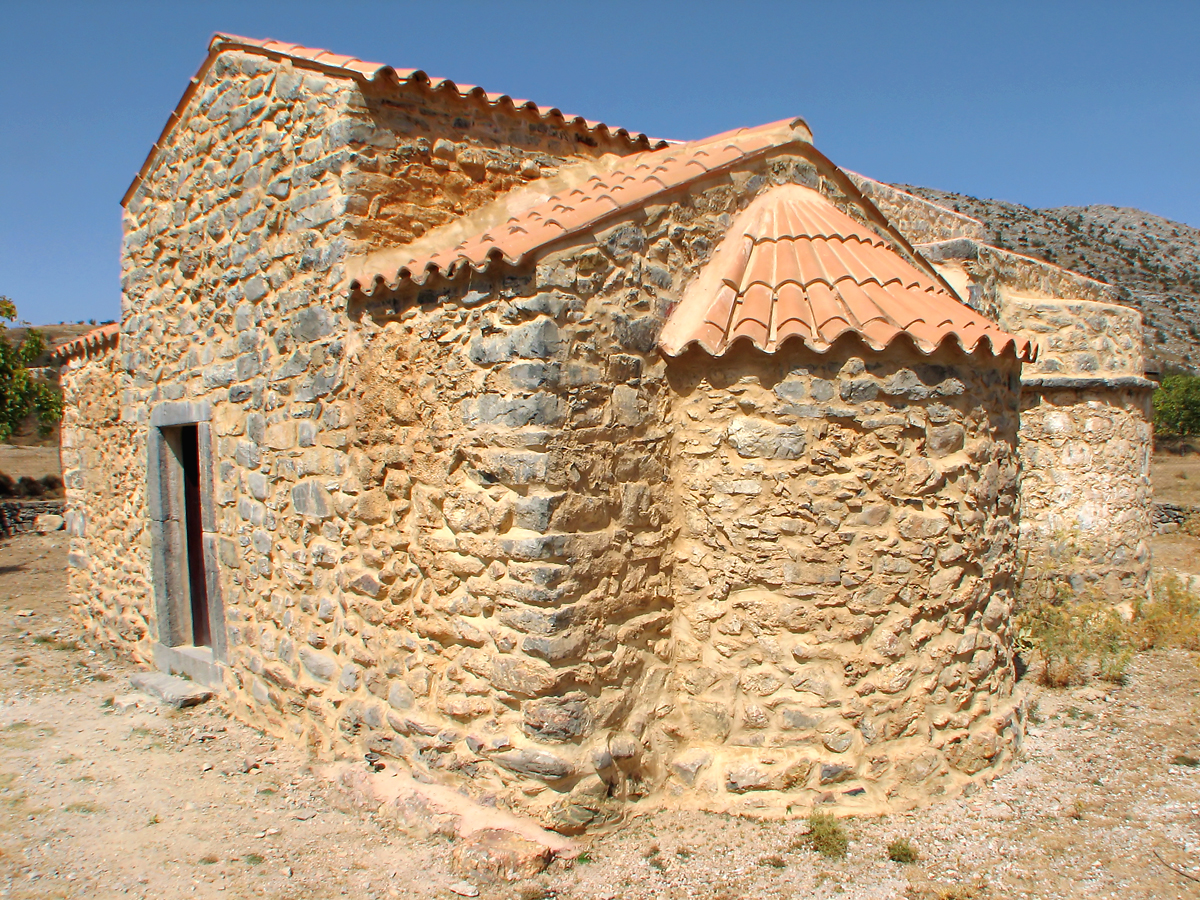
La chiesa bizantina di Santo Spirito

Per via dell'altitudine, l'altopiano, su cui si affaccia il Monte Spathi (2248 m), è sfruttato in larga parte come pascolo per pecore e capre.

Dal punto di vista naturalistico, Limnakaro è molto ricco di flora: nel territorio cresce un gran numero di noci, peri, meli e castagni.

Fatta eccezione per un ristretto numero di abitazioni, non vi sono residenti permanenti sul plateau. 
Di notevole pregio è la chiesa a doppia navata, consacrata allo Spirito Santo (Agio Pneuma), che risale al secondo periodo bizantino (961-1204): l'edificio fu ampliato nel 1875 ed è stato recentemente restaurato.

Limnakaro può essere raggiunto attraverso il Sentiero Europeo E4: all'altitudine di 1350 m, verso sud-ovest, nella zona di Anestasi, è presente un rifugio montano.

## Economia
Attualmente la maggioranza dei residenti vive di agricoltura e di allevamento, mentre soltanto una parte modesta lavora nel turismo.

## Località
Nel territorio comunale sono presenti 11 circoscrizioni suddivise in 17 località:
| Nome località      | Nome originale località | Nome circoscrizione | Nome originale circoscrizione | Popolazione (ab) |
| ------------------ | ----------------------- | ------------------- | ----------------------------- | ---------------- |
| Agios Charalambos  | Άγιος Χαράλαμπος        | Kato Metochion      | Κάτω Μετοχίου                 | 80               |
| Agios Georgios     | Αγίου Άγιος Γεώργιος    | Agios Georgios      | Αγίου Γεωργίου Λασιθίου       | 554              |
| Agios Konstantinos | Άγιος Κωνσταντίνος      | Agios Konstantinos  | Αγίου Κωνσταντίνου            | 175              |
| Avrakontes         | Αβρακόντες              | Avrakontes          | Αβρακόντε                     | 235              |
| Farsaron           | Φαρσάρον                | Marmaketon          | Μαρμακέτου                    | 49               |
| Kaminakion         | Καμινάκιον              | Kaminakion          | Καμινακίου                    | 354              |
| Kato Metochion     | Κάτω Μετόχιον           | Kato Metochion      | Κάτω Μετοχίου                 | 86               |
| Lagou              | Λαγού                   | Lagou               | Λαγού                         | 77               |
| Magoulas           | Μαγουλάς                | Psychron            | Ψυχρού                        | 89               |
| Marmaketon         | Μαρμακέτον              | Marmaketon          | Μαρμακέτου                    | 61               |
| Mesa Lasithakion   | Μέσα Λασιθάκιον         | Mesa Lasithion      | Μέσα Λασιθίου                 | 34               |
| Mesa Lasithion     | Μέσα Λασίθιον           | Mesa Lasithion      | Μέσα Λασιθίου                 | 164              |
| Moni Krystallenias | Μονή Κρυσταλλένιας      | Agios Konstantinos  | Αγίου Κωνσταντίνου            | 9                |
| Pinakianon         | Πινακιανόν              | Lagou               | Λαγού                         | 48               |
| Plati              | Πλάτη                   | Plati               | Πλάτης Λασιθίου               | 178              |
| Psychron           | Ψυχρόν                  | Psychron            | Ψυχρού                        | 212              |
| Tzermiado          | Τζερμιάδον              | Tzermiado           | Τζερμιάδου                    | 747              |